# Ébano (Kapuściński)
Ébano -en polaco: Heban- (1998) es una obra literaria de Ryszard Kapuściński, escrita en polaco. Ha sido traducida a diversos idiomas, además del español (año 2000), como el inglés (The Shadow of the Sun, 2001). Es posible que sea su obra cumbre, galardonada con numerosos galardones, entre ellos el Premio "Viareggio".

## Estructura
La obra consta de 29 relatos, dispuestos en forma cronológica. Narra en primera persona las aventuras del autor, mientras trabaja como periodista en África entre 1957 y 1990. Narra la vida africana y su experiencia como joven periodista casi sin recursos económicos. No es una historia que tenga un principio, un desarrollo y un final; cada capítulo es un microrrelato. Es una narrativa descriptiva.
Él es el único protagonista de la historia; el resto de los personajes van variando a medida que se va moviendo por los diferentes pueblos africanos de Ghana, Tanzania, Uganda, Nigeria, Mauritania, Etiopía, Ruanda, Sudán del Sur, Somalia, Senegal, Liberia, Camerún, Malí y Eritrea.
Relata la descolonización africana en tres circunstancias: "el deseo de los pueblos indígenas a independizarse, la distracción europea por los asuntos mundiales y el resentimiento popular contra el racismo y la desigualdad". Crea una visión de la geografía física y humana del continente negro. Relata el proceso histórico desde la esperanzadora descolonización a mediados del siglo XX hasta a las guerras y el hambre experimentada en la última década.
Narra la situación de un periodista con pocos recursos, y las ganas que tiene de ver el mundo, y vivir en primera persona la noticia. Representa el espíritu de un reportero y la importancia que tienen las relaciones y el estar bien comunicado para poder obtener la información necesaria. Vive África desde el corazón, exento de lujos; compartiendo con su gente su cultura. Hace un pequeño hincapié en el sentimiento racial: pues él, "el blanco colonizador", se siente pequeño entre "gente de color"; y le da importancia a este sentimiento, para transmitirte cómo se sienten ellos ante tanta discriminación racial.
Siendo consciente de la culpa de la herencia colonial europea, no deja de relatar los muchos problemas de las sociedades africanas y de criticar los conflictos de sus gobiernos. Representa la cara más mágica del continente africano, hablando de sus supersticiones y sus miedos.